# Headlights
Headlights é uma canção do rapper estadunidense Eminem, com a participação do cantor americano vocalista da banda Fun. Nate Ruess . A canção é a decima quinta faixa em seu oitavo álbum de estúdio The Marshall Mathers LP 2, a faixa apresenta a produção de Emile Haynie , Jeff Bhasker , e do próprio Eminem. A canção é um pedido de desculpas à sua mãe, Debbie Mathers, a quem Eminem já havia humilhado várias vezes em suas canções. Foi lançado como o quinto single do álbum em 5 de fevereiro de 2014.

## Antecedentes e composição
Eminem teve uma relação difícil com sua mãe desde a infância. Em suas música foram inúmeras as vezes que ele insultou a sua mãe, incluindo seu primeiro single, "My Name Is", "My Mom" e a mais notavelmente "Cleanin' Out My Closet".Headlights é um pedido de desculpas para sua mãe, pelos anos de insultos que ele fez a ela. Na letra da canção Eminem conta a historia de brigas dele com a mãe. Na canção ele reconhece que culpou sua mãe injustamente por sua educação difícil, e até mesmo dar a ela créditos por seus esforços para criá-lo como mãe solteira. O rapper admite que ele permanece afastado de sua mãe até os dias de hoje. Ele também afirma que ele se encolhe quando ouve "Cleanin 'Out My Closet" no rádio e ele não cantara mais a canção em shows.

## Gravação
Headlights foi produzida por Emile Haynie e Jeff Bhasker , com produção adicional do proprio Eminem com teclados adicionais de Luis Resto. A canção foi escrita por Marshall Mathers, Nate Ruess , Emile Haynie, Jeff Bhasker, e Luis Resto. O refrão é cantado por Nate Ruess vocalista da banda Fun.

## Vídeo da musica
O vídeo da música foi filmado em Detroit , Michigan em 05 abril de 2014, e dirigido pelo diretor Spike Lee . Foi lançado em 11 de maio de 2014, Dia das Mães nos Estados Unidos. O vídeo leva um olhar não-cronológica da relação turbulenta dos dois, pelo ponto de vista de sua mãe.

## Desempenho nas paradas
Gráficos semanais
| Paradas (2013–14)                             | Melhor posição |
| --------------------------------------------- | -------------- |
| Austrália (ARIA)                              | 21             |
| Austrália (ARIA Charts Urban)                 | 4              |
| Bélgica (Ultratip Bubbling Under de Flandres) | 64             |
| Bélgica (Ultratop Flanders Urban )            | 40             |
| Canadá (Canadian Hot 100)                     | 54             |
| Estados Unidos (Billboard Hot 100)            | 45             |
| Estados Unidos (Billboard R&B/Hip-Hop Songs)  | 11             |
| Estados Unidos (Billboard Hot Rap Songs)      | 5              |
| Estados Unidos (Billboard Mainstream Top 40)  | 25             |
| Estados Unidos (Billboard Rhythmic)           | 17             |
| Irlanda (IRMA)                                | 60             |
| Reino Unido (Official Charts Company)         | 63             |
| Reino Unido (OCC UK R&B)                      | 9              |

## Certificações
| País             | Certificação | Vendas |
| ---------------- | ------------ | ------ |
| Austrália (ARIA) | Platina      | 70,000 |

## Histórico de lançamento
| País           | Data                   | Formato                     | Gravadora                    |
| -------------- | ---------------------- | --------------------------- | ---------------------------- |
| Austrália      | 5 de Fevereiro de 2014 | Contemporary hit radio      | Universal Music              |
| Estados Unidos | 4 de Março de 2014     | Rhythmic contemporary radio | Aftermath, Shady, Interscope |
| Estados Unidos | 4 de Março de 2014     | Contemporary hit radio      | Aftermath, Shady, Interscope |
| Itália         | 11 de Abril de 2014    | Contemporary hit radio      | Aftermath, Interscope        |
| Reino Unido    | 19 de Maio de 2014     | Contemporary hit radio      | Aftermath, Interscope        |